# Vida y color
|  | Aquest article tracta sobre la pel·lícula del 2005. Si cerqueu la col·lecció de cromos, vegeu «Vida y Color». |

Vida y color és una pel·lícula espanyola de 2005, dirigida per Santiago Tabernero i que té per protagonista al jove actor Junio Valverde. L'opera prima del riojà Santiago Tabernero. Vida i color és un projecte inspirat en un relat autobiogràfic titulat Guau; en el qual va estar treballant cinc anys.
Meravellosa pel·lícula que està plantejada com la crònica sentimental d'una Espanya a punt de créixer i d'obrir una nova pàgina en la seva història. Per a això recorre a la metàfora del nen les pors del qual està a punt d'abandonar.
Prenent nota del Víctor Erice d'El espíritu de la colmena. Tabernero empra diversos símbols que puntuen el curs de la història: el túnel, la col·lecció de cromos de l'època Vida y Color, el descampat, l'ogre... Per a crítics com Javier Hernández i Quim Casas la pel·lícula gràcies a aquest ús i una posada en escena plagada d'intencions supera potser els estereotips que nien en la seva estructura.
Destaca el treball de tots els actors, on sobresurt una jove actriu amb síndrome de Down, però sense desmerèixer el gran repartiment i la gran calidesa que desprèn tota la pel·lícula de principi a fi, acompanyada d'una banda sonora fabulosa, de la qual Santiago Tabernero sap treure partit en els moments alts d'aquesta. Al final d'ella es viu la mort de Francisco Franco.

## Argument
1975. Fede (Junio Valverde), un nen de quinze anys, a poc a poc travarà coneixement del seu entorn: la seva germana Begoña (Silvia Abascal) insatisfeta amb les seves eminents noces, un avi (Joan Dalmau) que després de la Guerra Civil Espanyola va deixar de parlar-se amb el seu millor amic, un germà universitari empresonat, una amiga anomenada Ramona (Natalia Abascal) amb síndrome de Down violada pel seu propi pare, un jove que treballa amb el seu pare que es convertirà per a ell.

## Repartiment
- Junio Valverde - Fede
- Miguel Ángel Silvestre
- Carmen Machi
- Silvia Abascal - Begoña
- Nadia de Santiago
- Joan Dalmau Avi
- Ana Wagener
- Adolfo Fernández
- Andrés Lima
- Pablo Vega
- Natalia Abascal
- Maru Valdivieso
- Adrián Gordillo
- Manuel Díos

## Premis
- Premi del Público del Festival de Valladolid de 2005.[5]
- Candidata al Goya al millor director novell de 2006.[6]
- Premi a la millor pel·lícula Iberoamericana del Festival Internacional de Cinema de Miami de 2006.[7]
- Premi a la Fotografia de l'any de l'Associació de Directors de Fotografia.
- Millor director, millor actriu i esment especial actriu revelació del Festival Cinematogràfic de Lorca.
- Millor guió, millor banda sonora i millor pel·lícula espanyola de 2005 del Festival de Cinema d'Espanya de Tolosa de Llenguadoc.[8]

També destacar la selecció de la pel·lícula per als festivals internacionals de; Chicago, Tòquio, Guadalajara (Mèxic), Santiago de Xile, Nantes, Annecy, Mannheim (Alemanya), Roma així com l'excel·lent retrospectiva a Santiago Tabernero i Vida y Color en el vuitè Festival d' "OctubreCorto" d'Arnedo a l'octubre de 2006.